# José Gomes de Vasconcelos Jardim
José Gomes de Vasconcelos Jardim (Triunfo, 1 de enero de 1773 - 1 de diciembre de 1854) fue un militar masón y hacendado brasileño. Presidió en forma interina la República Riograndense durante la Guerra de los Farrapos.
Participó en la revolución Farroupilha desde la reunión inicial. Fue en la estancia das Pedras Brancas de su propiedad, a la sombra del ciprés Farroupilha, que se planeó el ataque a Porto Alegre que inició la guerra.
Durante las ausencias de Bento Gonçalves da Silva asumía en forma interina la presidencia de la República Riograndense.
El 18 de julio de 1847, en su casa de Guaíba (entonces perteneciente al municipio de Triunfo), falleció el general Bento Gonçalves.
Estaba casado con Isabel Leonor Ferreira Piglet.